# 천화 (영화)
"천화"는 2018년에 개봉한 대한민국의 영화이다.

## 캐스팅
- 이일화 : 윤정 역
- 양동근 : 종규 역
- 하용수 : 문호 역
- 이혜정 : 수현 역
- 정나온 : 나온 역
- 윤돈휘 : 비걸 역
- 정현주 : 난숙 역
- 송현희 : 반장 역
- 남민우 : 서영 역
- 류준서 : 성균 역
- 심수진 : 은행여직원 역
- 이상엽 : 삼촌 역
- 조수현 : 젊은 간병사 역
- 홍석현 : 의사 역
- 문무병 : 살찐 할아버지 역
- 김현태 : 식당주인 역
- 조유동 : 제주까페주인 역
- 고근호 : 서귀포까페주인 역
- 정진주 : 매표소직원 역
- 박제성 : 제주활동가 역
- 이순례 : 요양원 전도사 역
- 강인선 : 요양원 간병사 역
- 구은향 : 요양원 조리사 역
- 하민호 : 요양원직원 역
- 김선화 : 댄서 1 역
- 최혜란 : 댄서 2 역
- 염정민 : 댄서 3 역
- 이규주 : 댄서 4 역
- 이나리 : 댄서 5 역
- 조인아 : 댄서 6 역
- 이준호 : 클래식기타리스트 역
- 현지우 : 까페손님 역
- 이민석 : 은행직원 1 역
- 최에스더 : 은행직원 2 역
- 박아영 : 은행직원 3 역